# Pandemie covidu-19 v Íránu
Pandemie covidu-19 se v Íránu objevila poprvé 19. února 2020, kdy byly ve městě Qom potvrzeny první dva případy. K 25. dubnu měl Írán osmý největší počet případů nákazy, a to konkrétně 88 194. Zemřelo 5 574 osob a 66 559 se jich zotavilo.
V reakci na šířící se nákazu zrušila vláda veřejné akce, páteční modlitby; uzavřela školy, univerzity, nákupní centra, bazary a svatyně. Byla také oznámena hospodářská opatření, která měla pomoct rodinám a podnikům. Vláda také odmítala dávat do izolace celá města či oblasti. Navzdory záměru vlády omezit cestování byl provoz před svátkem Nourúz silný. Po nárůstu nových případů vláda později zakázala cestování mezi městy.
Server The Washington Post informoval o tom, že v zemi zemřelo k třem stovkám lidí, a to na metanol, o němž byly na sociálních sítích šířeny zvěsti a to, že léčí nemoc covid-19. Dalších minimálně 1 000 lidí se tímto lihem přiotrávilo.
Potvrzenou nákazu virem mělo i několik vládních ministrů, vysokých úředníků, ale také 23 členů parlamentu (což je asi 8 % všech členů parlamentu). K 17. březnu na tento virus zemřelo nejméně 12 současných nebo bývalých íránských politiků či vysokých úředníků.

## Časová osa

### První případy (19. – 23. února 2020)
Dne 19. byli ve městě Qom pozitivně otestováni první dva lidé. Později tohoto dne ministr zdravotnictví oznámil, že oba zemřeli. Následující den byly ministerstvem potvrzeny další tři případy, dva byly z města Qom a třetí z města Arák.

## Reakce vlády

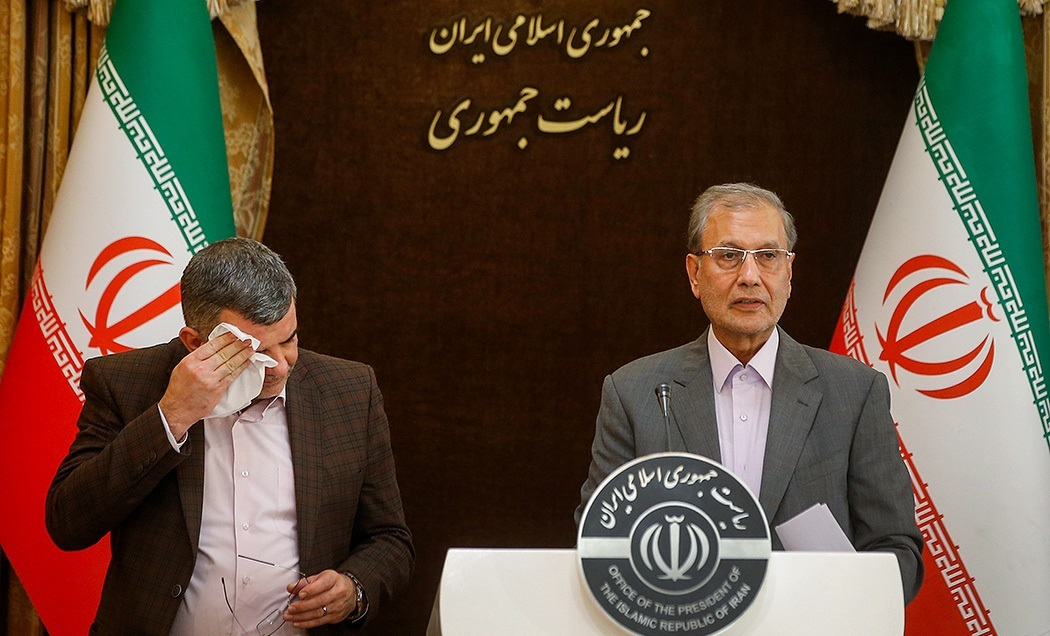
Mluvčí vlády a náměstek ministra zdravotnictví Irádž Harirčí na tiskové konferenci. Několik hodin po ní Harirčí oznámil, že byl na virus pozitivně otestován.

Dne 23. března 2020 nejvyšší vůdce Íránu Sajjid Alí Chameneí zmínil konspirační teorii, podle níž USA vytvořilo speciální mutaci viru, která Írán postihla a dodal I do not know how real this accusation is. Řekl také, že nákaza virem může být biologickým útokem na Írán. Velitel íránských revolučních gard Husajn Salami prohlásil, že Írán je zapojen do biologické války, kterou definitivně vyhraje. Některé organizace či zpravodajství včetně ADL považují tato tvrzení za antisemitistická.